# Курбвоа
Курбвоа (фр. Courbevoie) град је у Француској у Париском региону, у департману Сенски висови.
По подацима из 2006. године број становника у месту је био 84.415.

## Демографија
| 1962.  | 1968.  | 1975.  | 1982.  | 1990.  | 1999.  | 2006.  | 2011.  |
| ------ | ------ | ------ | ------ | ------ | ------ | ------ | ------ |
| 59.491 | 58.118 | 54.488 | 59.830 | 65.389 | 69.694 | 84.415 | 88.530 |

## Партнерски градови
- Фројденштат